# ウィラ・ホランド
ウィラ・ホランド（Willa Holland、1991年6月18日 - ）は、アメリカ合衆国の女優。
カリフォルニア州ロサンゼルス出身。フォックス放送のテレビドラマ『The O.C.』でケイトリン・クーパー役を務めたことで知られている。映画監督のブライアン・デ・パルマは継父に当たる。

## フィルモグラフィー

### 映画
| 年   | 邦題/原題           | 役名                     | 備考 |
| ---- | ------------------- | ------------------------ | ---- |
| 2010 | レギオン Legion     | オードリー・アンダーソン |      |
| 2011 | わらの犬 Straw Dogs | ジャニス・ヘドン         |      |

### テレビドラマ
| 年        | 邦題/原題                  | 役名                     | 備考           |
| --------- | -------------------------- | ------------------------ | -------------- |
| 2006 – 07 | The O.C.                   | ケイトリン・クーパー     | 22エピソード   |
| 2008 – 12 | ゴシップガール Gossip Girl | アグネス・アンドリュース | 5エピソード    |
| 2012 –    | ARROW/アロー Arrow         | テア・クイーン           | メインキャスト |

### ゲーム
- キングダム ハーツ シリーズ - アクア（声の出演）